# Robert Cray

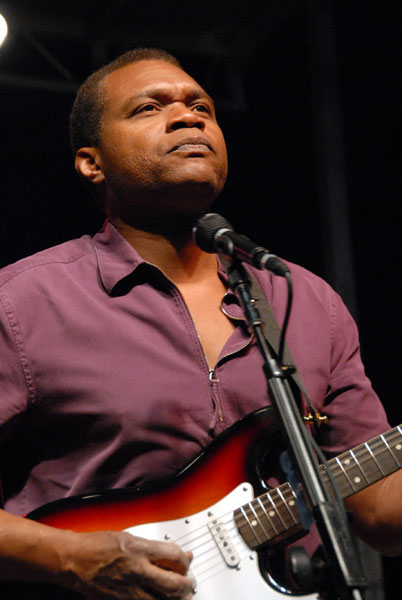
Robert Cray in Texas (2007)

Robert Cray (* 1. August 1953 in Columbus, Georgia) ist ein US-amerikanischer Blues-Gitarrist und -Sänger. Zusammen mit anderen Blues-Musikern und Songschreibern wie Stevie Ray Vaughan und George Thorogood wurde er in den 1980er-Jahren einem größeren Publikum bekannt.

## Biografie
In jungen Jahren begann Cray, Gitarre zu spielen. Auf der Highschool entdeckte er seine Liebe zum Blues. Im Alter von zwanzig Jahren hatte er Konzerte seiner Idole Albert Collins, Freddie King und Muddy Waters gesehen und beschloss, seine eigene Band zu gründen. Mit dieser spielte er Konzerte an der Westküste der USA. 1978 brachte Cray seine erste Aufnahme auf den Markt. Vier seiner Alben, darunter Strong Persuader, wurden mit einem Grammy ausgezeichnet. Die Single Smokin’ Gun lief sehr erfolgreich in den Radios, und sein Song I Was Warned wurde 1993 mit dem Living Blues Award ausgezeichnet. 2006 spielte er im Vorprogramm auf der Back-Home-Tour von Eric Clapton, mit dem er 1989 die Rockballade Old Love komponiert hatte. 2011 wurde er in die Blues Hall of Fame der Blues Foundation aufgenommen. Im Laufe seiner Karriere kam es zu verschiedenen Gastspielen bei Veröffentlichungen anderer Musiker, darunter so bekannte Stars wie John Lee Hooker, B.B. King, Eric Clapton und Keb’ Mo’.

## Robert Cray Band
Aktuelle Besetzung:
- Les Falconer: Schlagzeug
- Dover Weinberg: Keyboards
- Richard Cousins: Bass

## Diskografie

### Studioalben
| Jahr | Titel Musiklabel                    | Höchstplatzierung, Gesamtwochen, AuszeichnungChartplatzierungen (Jahr, Titel, Musiklabel, Platzierungen, Wochen, Auszeichnungen, Anmerkungen) | Höchstplatzierung, Gesamtwochen, AuszeichnungChartplatzierungen (Jahr, Titel, Musiklabel, Platzierungen, Wochen, Auszeichnungen, Anmerkungen) | Höchstplatzierung, Gesamtwochen, AuszeichnungChartplatzierungen (Jahr, Titel, Musiklabel, Platzierungen, Wochen, Auszeichnungen, Anmerkungen) | Höchstplatzierung, Gesamtwochen, AuszeichnungChartplatzierungen (Jahr, Titel, Musiklabel, Platzierungen, Wochen, Auszeichnungen, Anmerkungen) | Höchstplatzierung, Gesamtwochen, AuszeichnungChartplatzierungen (Jahr, Titel, Musiklabel, Platzierungen, Wochen, Auszeichnungen, Anmerkungen) | Anmerkungen                                                   |
| Jahr | Titel Musiklabel                    | DE | AT | CH | UK | US | Anmerkungen                                                   |
| ---- | ----------------------------------- | --- | --- | --- | --- | --- | ------------------------------------------------------------- |
| 1980 | Who’s Been Talkin’? Tomato          | — | — | — | — | — | Erstveröffentlichung: März 1980 als The Robert Cray Band      |
| 1983 | Bad Influence Hightone              | — | — | — | — | US143 (11 Wo.)US | Erstveröffentlichung: 1983 Verkäufe: + 13.000                 |
| 1985 | False Accusations Hightone          | — | — | — | UK68 Silber · (1 Wo.)UK | US141 (11 Wo.)US | Erstveröffentlichung: Oktober 1985 Verkäufe: + 417.500        |
| 1986 | Strong Persuader Mercury            | — | — | — | UK34 Silber · (28 Wo.)UK | US13 ×2Doppelplatin · (49 Wo.)US | Erstveröffentlichung: 17. November 1986 Verkäufe: + 2.340.000 |
| 1988 | Don’t Be Afraid of the Dark Mercury | DE28 (15 Wo.)DE | — | CH7 (10 Wo.)CH | UK13 Gold · (12 Wo.)UK | US32 Gold · (32 Wo.)US | Erstveröffentlichung: 8. August 1988 Verkäufe: + 710.000      |
| 1989 | Too Many Cooks Tomato               | — | — | — | — | — | Erstveröffentlichung: März 1989 als The Robert Cray Band      |
| 1990 | Midnight Stroll Mercury             | — | — | CH32 (3 Wo.)CH | UK19 Silber · (7 Wo.)UK | US51 Gold · (32 Wo.)US | Erstveröffentlichung: 18. September 1990 Verkäufe: + 557.500  |
| 1992 | I Was Warned Mercury                | — | — | CH27 (1 Wo.)CH | UK29 (3 Wo.)UK | US103 (7 Wo.)US | Erstveröffentlichung: 31. August 1992                         |
| 1993 | Shame + A Sin Mercury               | — | — | — | UK48 (1 Wo.)UK | US143 (3 Wo.)US | Erstveröffentlichung: 5. Oktober 1993                         |
| 1995 | Some Rainy Morning Mercury          | — | — | — | UK63 (1 Wo.)UK | US127 (6 Wo.)US | Erstveröffentlichung: 9. Mai 1995                             |
| 1997 | Sweet Potato Pie Mercury            | — | — | — | — | US184 (3 Wo.)US | Erstveröffentlichung: 5. Mai 1997                             |
| 1999 | Take Your Shoes Off Rykodisc        | — | — | — | UK99 (1 Wo.)UK | US181 (2 Wo.)US | Erstveröffentlichung: 27. April 1999                          |
| 2001 | Shoulda Been Home Rykodisc          | — | — | — | — | — | Erstveröffentlichung: 15. Mai 2001                            |
| 2003 | Time Will Tell Sanctuary            | — | — | — | — | — | Erstveröffentlichung: 1. Juli 2003                            |
| 2005 | Twenty Sanctuary                    | — | — | — | — | — | Erstveröffentlichung: 24. Mai 2005                            |
| 2009 | This Time Vanguard                  | — | — | — | — | — | Erstveröffentlichung: 11. August 2009                         |
| 2012 | Nothin But Love Provogue            | DE36 (3 Wo.)DE | AT50 (1 Wo.)AT | CH44 (1 Wo.)CH | UK62 (1 Wo.)UK | US187 (1 Wo.)US | Erstveröffentlichung: 24. August 2012                         |
| 2014 | In My Soul Provogue                 | DE69 (1 Wo.)DE | — | CH46 (1 Wo.)CH | UK43 (2 Wo.)UK | US128 (1 Wo.)US | Erstveröffentlichung: 28. März 2014                           |
| 2017 | Robert Cray & Hi Rhythm Jay-Vee     | — | — | CH71 (1 Wo.)CH | UK76 (1 Wo.)UK | — | Erstveröffentlichung: 28. April 2017                          |
| 2020 | That’s What I Heard Nozzle Records  | DE75 (1 Wo.)DE | — | CH47 (1 Wo.)CH | — | — | Erstveröffentlichung: 28. Februar 2020                        |

grau schraffiert: keine Chartdaten aus diesem Jahr verfügbar

### EPs
| Jahr | Titel Musiklabel             | Anmerkungen                        |
| ---- | ---------------------------- | ---------------------------------- |
| 1990 | The Midnight Stroll Polygram | Erstveröffentlichung: 1. Juni 1990 |

### Gemeinschaftsalben
| Jahr | Titel Musiklabel    | Höchstplatzierung, Gesamtwochen, AuszeichnungChartplatzierungen (Jahr, Titel, Musiklabel, Platzierungen, Wochen, Auszeichnungen, Anmerkungen) | Höchstplatzierung, Gesamtwochen, AuszeichnungChartplatzierungen (Jahr, Titel, Musiklabel, Platzierungen, Wochen, Auszeichnungen, Anmerkungen) | Höchstplatzierung, Gesamtwochen, AuszeichnungChartplatzierungen (Jahr, Titel, Musiklabel, Platzierungen, Wochen, Auszeichnungen, Anmerkungen) | Höchstplatzierung, Gesamtwochen, AuszeichnungChartplatzierungen (Jahr, Titel, Musiklabel, Platzierungen, Wochen, Auszeichnungen, Anmerkungen) | Höchstplatzierung, Gesamtwochen, AuszeichnungChartplatzierungen (Jahr, Titel, Musiklabel, Platzierungen, Wochen, Auszeichnungen, Anmerkungen) | Anmerkungen                                                               |
| Jahr | Titel Musiklabel    | DE | AT | CH | UK | US | Anmerkungen                                                               |
| ---- | ------------------- | --- | --- | --- | --- | --- | ------------------------------------------------------------------------- |
| 1985 | Showdown! Alligator | — | — | — | — | US124 (18 Wo.)US | Erstveröffentlichung: 1985; als Cray, Collins, Copeland Verkäufe: 175.000 |
| 1988 | 3× Gold Gold        | — | — | — | — | — | Erstveröffentlichung: 5. Juni 1988 mit INXS & Wet Wet Wet                 |
| 1999 | In Concert Indigo   | — | — | — | — | — | Erstveröffentlichung: 1999 mit Albert Collins                             |

### Livealben
| Jahr | Titel Musiklabel                          | Höchstplatzierung, Gesamtwochen, AuszeichnungChartplatzierungen (Jahr, Titel, Musiklabel, Platzierungen, Wochen, Auszeichnungen, Anmerkungen) | Höchstplatzierung, Gesamtwochen, AuszeichnungChartplatzierungen (Jahr, Titel, Musiklabel, Platzierungen, Wochen, Auszeichnungen, Anmerkungen) | Höchstplatzierung, Gesamtwochen, AuszeichnungChartplatzierungen (Jahr, Titel, Musiklabel, Platzierungen, Wochen, Auszeichnungen, Anmerkungen) | Höchstplatzierung, Gesamtwochen, AuszeichnungChartplatzierungen (Jahr, Titel, Musiklabel, Platzierungen, Wochen, Auszeichnungen, Anmerkungen) | Höchstplatzierung, Gesamtwochen, AuszeichnungChartplatzierungen (Jahr, Titel, Musiklabel, Platzierungen, Wochen, Auszeichnungen, Anmerkungen) | Anmerkungen                                                    |
| Jahr | Titel Musiklabel                          | DE | AT | CH | UK | US | Anmerkungen                                                    |
| ---- | ----------------------------------------- | --- | --- | --- | --- | --- | -------------------------------------------------------------- |
| 2006 | Live from Across the Pond Vanguard        | — | — | — | — | — | Erstveröffentlichung: 12. September 2006                       |
| 2008 | Live at the BBC Vanguard                  | — | — | — | — | — | Erstveröffentlichung: 13. Mai 2008                             |
| 2010 | Authorized Bootleg: Austin, Texas Mercury | — | — | — | — | — | Erstveröffentlichung: 4. Mai 2010                              |
| 2010 | Cookin’ in Mobile Vanguard                | — | — | — | — | — | Erstveröffentlichung: 27. Juli 2010                            |
| 2015 | 4 Nights of 40 Years Live Mascot          | DE60 (1 Wo.)DE | — | — | — | — | Erstveröffentlichung: 28. August 2015 als The Robert Cray Band |

### Kompilationen
| Jahr | Titel Musiklabel    | Anmerkungen                            |
| ---- | ------------------- | -------------------------------------- |
| 1999 | Heavy Picks Mercury | Erstveröffentlichung: 2. November 1999 |
| 2002 | The Best Of Island  | Erstveröffentlichung: 15. Oktober 2002 |

### Singles
| Jahr | Titel Album                                      | Höchstplatzierung, Gesamtwochen, AuszeichnungChartplatzierungen (Jahr, Titel, Album, Platzierungen, Wochen, Auszeichnungen, Anmerkungen) | Höchstplatzierung, Gesamtwochen, AuszeichnungChartplatzierungen (Jahr, Titel, Album, Platzierungen, Wochen, Auszeichnungen, Anmerkungen) | Höchstplatzierung, Gesamtwochen, AuszeichnungChartplatzierungen (Jahr, Titel, Album, Platzierungen, Wochen, Auszeichnungen, Anmerkungen) | Höchstplatzierung, Gesamtwochen, AuszeichnungChartplatzierungen (Jahr, Titel, Album, Platzierungen, Wochen, Auszeichnungen, Anmerkungen) | Höchstplatzierung, Gesamtwochen, AuszeichnungChartplatzierungen (Jahr, Titel, Album, Platzierungen, Wochen, Auszeichnungen, Anmerkungen) | Anmerkungen                                          |
| Jahr | Titel Album                                      | DE | AT | CH | UK | US | Anmerkungen                                          |
| ---- | ------------------------------------------------ | --- | --- | --- | --- | --- | ---------------------------------------------------- |
| 1986 | Smoking Gun Strong Persuader                     | — | — | — | — | US22 (14 Wo.)US | Erstveröffentlichung: Oktober 1986                   |
| 1987 | Right Next Door (Because of Me) Strong Persuader | — | — | — | UK50 (5 Wo.)UK | US80 (6 Wo.)US | Erstveröffentlichung: April 1987                     |
| 1988 | Don’t Be Afraid of the Dark                      | DE62 (4 Wo.)DE | — | — | — | US74 (6 Wo.)US | Erstveröffentlichung: September 1988                 |
| 1996 | Baby Lee The Healer                              | — | — | — | UK65 (1 Wo.)UK | — | Erstveröffentlichung: April 1996 mit John Lee Hooker |

Weitere Singles
- 1986: Nothin’ but a Woman
- 1989: 634-5789 (Live) (mit Tina Turner)
- 1990: Consequences
- 1990: The Forecast (Calls for Pain)
- 1991: Mr. Lucky (John Lee Hooker with Robert Cray)
- 1992: Just a Loser
- 1992: I Was Warned
- 1992: The Price I Pay
- 1993: I Hate Taxes
- 1993: Playin’ with My Friends (B. B. King with Robert Cray)
- 1995: Moan
- 1999: 24-7 Man

## Auszeichnungen für Musikverkäufe
| Goldene Schallplatte - Kanada - 1986: für das Album Strong Persuader - 1989: für das Album Don’t Be Afraid of the Dark - Neuseeland - 1986: für das Album False Accusations - Niederlande - 1988: für das Album Don’t Be Afraid of the Dark | Platin-Schallplatte - Australien - 1987: für das Album Strong Persuader - Neuseeland - 1989: für das Album Don’t Be Afraid of the Dark - Niederlande - 1987: für das Album Strong Persuader 4× Platin-Schallplatte - Neuseeland - 2008: für das Album Strong Persuader |

Anmerkung: Auszeichnungen in Ländern aus den Charttabellen bzw. Chartboxen sind in ebendiesen zu finden.
| Land/RegionAuszeichnungen für Musikverkäufe (Land/Region, Auszeichnungen, Verkäufe, Quellen) | Silber     | Gold     | Platin     | Verkäufe  | Quellen                                                          |
| -------------------------------------------------------------------------------------------- | ---------- | -------- | ---------- | --------- | ---------------------------------------------------------------- |
| Australien (ARIA)                                                                            | —          | —        | Platin1    | 70.000    | Einzelnachweise                                                  |
| Kanada (MC)                                                                                  | —          | 2× Gold2 | —          | 100.000   | musiccanada.com                                                  |
| Neuseeland (RMNZ)                                                                            | —          | Gold1    | 5× Platin5 | 75.000    | radioscope.net.nz (Memento vom 27. Mai 2010 im Internet Archive) |
| Niederlande (NVPI)                                                                           | —          | Gold1    | Platin1    | 150.000   | nvpi.nl                                                          |
| Vereinigte Staaten (RIAA)                                                                    | —          | 2× Gold2 | 2× Platin2 | 3.438.000 | riaa.com                                                         |
| Vereinigtes Königreich (BPI)                                                                 | 3× Silber3 | Gold1    | —          | 280.000   | bpi.co.uk                                                        |
| Insgesamt                                                                                    | 3× Silber3 | 7× Gold7 | 9× Platin9 |           |                                                                  |